# Bryum osculatianum
Bryum osculatianum là một loài rêu trong họ Bryaceae. Loài này được De Not. mô tả khoa học đầu tiên năm 1859.